# グレゴール・ザムザ
グレゴール・ザムザ（Gregor Samsa）は、アメリカ合衆国のロック・バンド。
バンド名はフランツ・カフカの小説『変身』の主人公の名前から取っている。アルバムには多くのメンバー及び参加者がクレジットされ、メンバー構成は不定である。
ポストロック的なサウンドと、シューゲイザー的なノイズにスロウコア的なアンビエント要素が混ざった音作りとなっている。

## 来歴
2000年にチャンプ・ベネットを中心としてアメリカのバージニア州リッチモンドにて結成され、現在はブルックリンをベースに活動している。
ハードコア系のレーベルであるアイオダイン・レコーディングス（Iodine Recordings）と契約し、2001年にザ・サイレント・タイプ（The Silent Type）とのスプリットをリリースした後、2002年に3曲入りデビューEPをリリースする。このEPは無題だが、一般に『Gregor Samsa』や、曲のタイトルが「.」「..」「...」であることから『Dot』と呼ばれている。
翌年、セカンドEPとなる『27:36』をリリースする。タイトルは曲の長さの合計が27分36秒であることから来ている。また、全3曲すべて無題である。2004年にはレッド・スパロウズとのスプリットがリリースされている。
2006年にはファースト・アルバム『55:12』をコラ・レコード（The Kora Records）よりリリースした。長さは50分ちょっとで、タイトルとは異なっている。このアルバムにはメンバーとして20人近い名前が挙がっている。
2008年にセカンド・アルバム『Rest』をリリース。前作に比べて抑制されたサウンドになっている。このアルバムも10人を越えるメンバー編成となっている。

## メンバー
- チャンプ・ベネット (Champ Bennett) - ギター、ボーカル、ピアノ
- ビリー・ベネット (Billy Bennett) - ドラム、ビデオ、サンプル
- ニッキー・キング (Nikki King) - ローズ・ピアノ、キーボード、ボーカル
- ジェレマイア・クリンガー (Jeremiah Klinger) - ギター、バリトン・ギター、クラリネット、テルミン
- コリー・バイス (Cory Bise) - ベース
- ボビー・ダン (Bobby Donne) - シンセサイザー
- マイク・アシュリー (Mike Ashley) - ドラム
- ミア・マツミヤ (Mia Matsumiya) - ヴァイオリン

### 旧メンバーと参加者
- ブランドン・エヴァンス (Brandon Evans) - ギター、キーボード、ラップ・スティール・ギター
- ジェイソン・ラフェレーラ (Jason LaFerrera) - ベース
- アール・イェヴァク (Earl Yevak) - ドラム
- ボビー・ダン (Bobby Donne) - ベース
- リック・アルヴァーソン (Rick Alverson) - ギター
- ジェイソン・ウッド (Jason Wood) - ベース
- エリック・イェヴァク (Eric Yevak) - ギター
- アンバー・ブランケンシップ (Amber Blankenship) - チェロ、ヴァイオリン
- ジョン・サリヴァン (Jon Sullivan) - ダブルベース
- ニック・ワーツ (Nick Wurz) - ベース（弓で演奏することもある）
- ネイサン・アルティス (Nathan Altice) - ギター、キーボード
- トニー・サクストン (Tony Thaxton) - ドラム ※現モーション・シティ・サウンドトラック
- トビー・ドライヴァー (Toby Driver) - クラリネット、ヴィブラフォン

## ディスコグラフィ

### アルバム
- 55:12 (2006年)
- Rest (2008年)
- Over Air (2009年)
- 40:13.5 (2024年)

### EP
- Gregor Samsa (2002年)
- 27:36 (2003年)
- 27:36+2dot (2004年)

### スプリット
- Split (2001年) ※with ザ・サイレント・タイプ
- Split (2005年) ※with レッド・スパロウズ